# Jan
Jan je moško osebno ime, pa tudi slovenski priimek.

## Izvor imena
Ime Jan je različica moškega osebnega imena Janez. Najpogostejše je na Poljskem, Češkem ter Slovaškem, pa tudi na Nizozemskem oz. v Flandriji, kjer se uporablja kot poglavitna različica imena latinskega imena Johannes/Joannes, iz katerega je tudi sorodno germansko Johan.

## Pogostost imena
Po podatkih Statističnega urada Republike Slovenije je bilo na dan 31. decembra 2007 v Sloveniji število moških oseb z imenom Jan: 6.293. Med vsemi moškimi imeni pa je ime Jan po pogostosti uporabe uvrščeno na 38. mesto.

## Osebni praznik
V koledarju je ime Jan skupaj z imenom Janez.